# (12999) Toruń
(12999) Toruń est un astéroïde de la ceinture principale, membre de la famille de Baptistina.

## Description
(12999) Torun est un astéroïde de la ceinture principale. Il fut découvert le 30 août 1981 à la station Anderson Mesa par Edward L. G. Bowell. Il présente une orbite caractérisée par un demi-grand axe de 2,27 UA, une excentricité de 0,19 et une inclinaison de 5,8° par rapport à l'écliptique.
Il est nommé d'après Toruń, ville de naissance de Nicolas Copernic.

## Compléments